# Ophrestia unifoliolata
Ophrestia unifoliolata är en ärtväxtart som först beskrevs av Baker f., och fick sitt nu gällande namn av Bernard Verdcourt. Ophrestia unifoliolata ingår i släktet Ophrestia och familjen ärtväxter. Inga underarter finns listade i Catalogue of Life.